# Ant Antic

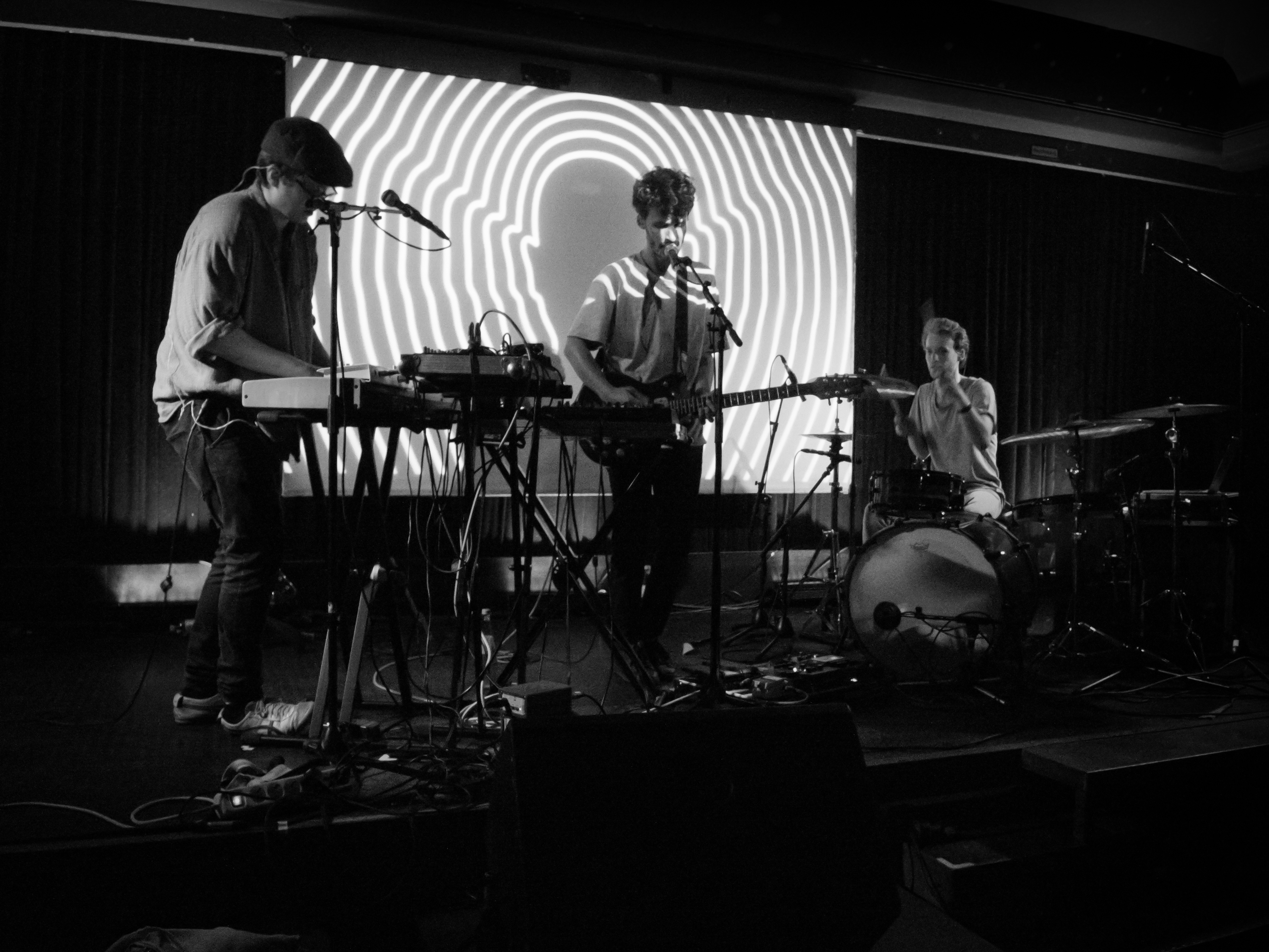
Ant Antic (2017)

Ant Antic ist ein Musikprojekt um den österreichischen Musikproduzenten und Songwriter Tobias Koett mit Sitz in Berlin.

## Geschichte
Ant Antic wurde 2015 von Tobias Koett und Marco Kleebauer in Wien gegründet. Aus einer Zusammenarbeit die anfangs ausschließlich über E-Mail stattfand und sich eigentlich auf einen einzelnen Song beschränken sollte entstand die EP Blood Sugar, die im Mai 2015 auf dem Wiener Label Jhruza Records veröffentlicht wurde. Auf die Veröffentlichung des Debütalbums Wealth auf Seayou Records im Juni 2016 folgte großes mediales Interesse im deutschsprachigen Raum und eine Tour mit über 30 Konzerten in Deutschland, Österreich, Schweiz, Italien und Tschechien in den folgenden 12 Monaten.
Im Herbst 2017 zog sich Marco Kleebauer als Schlagzeuger aus der Besetzung der Live-Band zurück, bleibt als Co-Produzent im Studio aber weiterhin Teil des Projektes. Die Veröffentlichung der EP Whoop! im April 2019 steckte musikalisch neues Territorium ab, das Musikvideo zur Single Whoop! wurde für die Berlin Music Video Awards und den Österreichischen Musikvideopreis nominiert.
Mit der Single Slow Down wurde im November 2019 das zweite Album Good Vids, Vile Times angekündigt, das am 25. September 2020 veröffentlicht wurde. Good Vids, Vile Times wurde für die Amadeus Austrian Music Awards 2021 in der Kategorie „Best Sound“ nominiert.
Das dritte Album social performer wurde im Oktober 2023 via dem Berliner Label ST.VLADIMIR veröffentlicht.

## Diskografie

### Alben
- 2017: Wealth (Digital & Vinyl, Seayou Records)[29][30][31][32]
- 2020: Good Vids, Vile Times (Digital & Vinyl & CD, Whoop)[33]
- 2023: social performer (Digital & Vinyl, St. Vladimir)[34]

### EPs
- 2015: Blood Sugar (Digital & Vinyl, Seayou Records & Jhruza Records)[35][36]
- 2019: Whoop! (Digital & Vinyl, Whoop)[37][38][39]

### Singles
- 2015: Vacate (Jhruza Records)
- 2015: Blood Sugar (Jhruza Records)
- 2017: Take (Seayou Records)
- 2017: Juggernaut (Seayou Records)[40]
- 2017: 4Pole (Seayou Records)[41]
- 2018: Yen (Seayou Records)
- 2019: Whoop! (Whoop)[42][43]
- 2019: In a Nutshell (Whoop)[44]
- 2019: Slow Down (Whoop)[45]
- 2020: Yellow Press (Whoop)[46]
- 2020: Good News (Whoop)[47]
- 2020: Tides (Whoop)[48]
- 2021: Here We Go Again feat. Rezar (Whoop)[49]
- 2023: this time i feat. Lizki (St. Vladimir)[50]
- 2023: wasting time (St. Vladimir)[51]
- 2023: doing alright (St. Vladimir)[52]
- 2023: bulldozer feat. Sultans Court (St. Vladimir)[53]
- 2023: reflection (St. Vladimir)[54]